# Пасивне виборче право
Пасивне виборче право — право громадян бути обраними до органів влади. Поряд з активним виборчим правом — частина суб'єктивного виборчого права. Закріплено (поряд з активним виборчим правом) статтею 25 МПГПП, статтею 3 протоколи № 1 до Конвенції. Громадянство є однією з ключових вимог для набуття та реалізації пасивного виборчого права. Однак, на відміну від активного виборчого права, пасивне виборче право може бути обмежене більш високим віковим або майновим цензом. Також, воно може бути обмежена в ході люстрації для конкретних особистостей, а також за вироком суду.
Крім того, Федеральним законом 12.06.2002 N 67-ФЗ в ст. 4 закону «Про основні гарантії виборчих прав і права на участь у референдумі громадян Російської Федерації» внесено зміни, що встановлюють довічне позбавлення пасивного виборчого права для осіб, засуджених коли-небудь до позбавлення волі за вчинення тяжких та (або) особливо тяжких злочинів, за винятком випадків, коли відповідно до новим кримінальним законом ці діяння не визнаються тяжкими або особливо тяжкими злочинами.

## Вимоги до кандидата
Депутатом Державної думи може бути обраний громадянин Російської Федерації, який досяг 21 року і має право брати участь у виборах. Даний ценз діє для депутатів місцевих дум (на обласному / крайовому / окружному і міському рівнях), а також глав міста.
Президентом Російської Федерації може бути обраний громадянин Російської Федерації, не молодший 35 років, «який постійно проживає в Російській Федерації не менше 10 років»
1. ↑  Нестерович В.Ф. (2020). Громадянство як одна з ключових вимог для набуття та реалізації суб’єктивного виборчого права (PDF). Експерт: парадигми юридичних наук і державного управління. 2020. № 1. с. 64.